# Firozabad
Firozabad  es una ciudad de India ubicada en el estado de Uttar Pradesh. Tiene una población (censo del 2011) de 604214 habitantes. Es tradicionalmente conocida por su industria del vidrio.
Fue fundada por Firuz Shah Tughluq, sultán de Delhi (1351-1388). Supuestamente fue refundada en 1566 por el noble Firoz Shah. En 1596 fue cabecera de una pargana. Fue visitada por un delegado de la Compañía Británica de las Indias Orientales el 9 de agosto de 1632.